# Clavulinopsis antillarum
Clavulinopsis antillarum är en svampart som först beskrevs av Narcisse Theophile Patouillard, och fick sitt nu gällande namn av Courtec. 2004. Clavulinopsis antillarum ingår i släktet Clavulinopsis och familjen fingersvampar.   Inga underarter finns listade i Catalogue of Life.